# Владо Поповски (Слоещица)
 Тази статия е за политика и общинар.  За политика, юрист и историк вижте Владо Поповски (Долно Дупени).  
Владо Поповски (на македонска литературна норма: Владо Поповски) е политик от Република Македония.

## Биография
Роден е на 12 октомври 1955 година в демирхисарското село Слоещица. Владо Поповски е дългогодишен общински функционер в Скопие. Два мандата е секретар на централната община на Скопие, бил е и директор на общинското предприятие „Водопрод и канализация“. Министър без ресор в левите коалиционни правителства от 2002 до 2006 г. След февруари 2010 г. е секретар на скопската община Карпош.
Политически е близък до Стевчо Якимовски и подобно на него преминава през няколко леви и центристки партии (СКМ, СДСМ, ЛДП, отново СДСМ), а в края на живота си, от 20 октомври 2013 г. е председател на Централния съвет на партията ГРОМ.